# Alfa de Cronbach

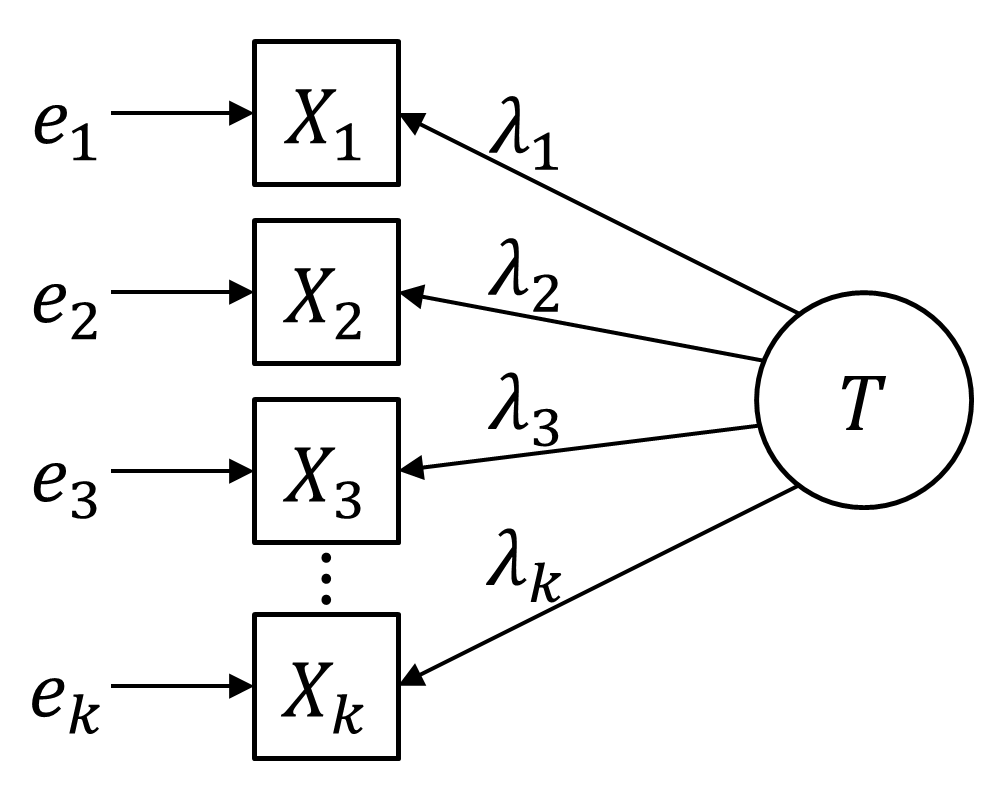
Um modelo de medida tau-equivalente é um caso especial do modelo de medida congenérica, que assume que todos os fatores-peso são iguais, isto é,.

O coeficiente alfa de Cronbach foi apresentado por Lee J. Cronbach, em 1951, como uma forma de estimar a confiabilidade de um questionário aplicado em uma pesquisa.
Ele mede a correlação entre respostas em um questionário através da análise das respostas dadas pelos respondentes, apresentando uma correlação média entre as perguntas. O coeficiente α é calculado a partir da variância dos itens individuais e da variância da soma dos itens de cada avaliador de todos os itens de um questionário que utilizem a mesma escala de medição.